# Fédération anarchiste (Grande-Bretagne et Irlande)
Pour les articles homonymes, voir Fédération anarchiste.
La Fédération anarchiste (AF, Anarchist Federation) est une fédération communiste libertaire de Grande-Bretagne et d'Irlande créée en mars 1986. Ce n'est pas un parti politique, mais un groupe d'action directe, de propagande et d'organisation de propagande. Elle est membre de l'Internationale des fédérations anarchistes.

## Publications
La Fédération publie le journal théorique Organise!, un bulletin mensuel, Resistance et deux série de brochures : éditions Communistes anarchistes et Stormy Petrel, gérée par un groupe basé à Londres.
Ce dernier a produit plusieurs brochures dont The Friends of Durruti: Towards a Fresh Revolution, A Brief Flowering of Freedom: The Hungarian Revolution 1956, Errico Malatesta: Anarchism and Violence et The Italian Factory Councils and The Anarchists.

### Sources et bibliographie
- François Bédaria, Sur l'anarchisme en Angleterre, in Mélanges d'histoire sociale offerts à Jean Maitron, Éditions Ouvrières, 1976, pp. 11-26.
- (en) Alex Prichard, Ruth Kinna, Saku Pinta, Dave Berry (dir.), Libertarian Socialism : Politics in Black and Red, Palgrave Macmillan, 2012 (ISBN 9780230280373, lire en ligne).
- (en) Haia Shpayer, British anarchism 1881-1914 : reality and apparence, University of London, 1981 (lire en ligne).
- (en) Peter Barberis, John McHugh, Mike Tyldesley, Encyclopedia of British and Irish Political Organizations : Parties, Groups and Movements of the 20th Century, A&C Black, 2000, page 141.